# Ladra (Mythologie)
Ladra ['Laðra] ist der Name einer männlichen Sagenfigur aus dem Lebor Gabála Érenn („Buch der Landnahme Irlands“) in der keltischen Mythologie Irlands.

## Mythologie
Ladra ist nach der Überlieferung der Steuermann des Schiffes, das 40 Tage vor der Sintflut Noahs Enkelin Cessair nach Irland bringt. An Bord befinden sich außer Cessair noch 50 Frauen und mit Ladra, Bith und Fintan mac Bóchra nur drei Männer. Siebzehn der fünfzig Frauen nimmt Ladra nach der Landung als Gemahlinnen, die beiden anderen Männer ebenfalls so viele. Als die Sintflut kommt, ertrinken alle, mit Ausnahme von Fintan, der als einziger alle folgenden Landnahmen durch Partholon, Nemed, die Firbolg, die Túatha Dé Danann und schließlich die Milesier ebenfalls miterlebt.
Bei Patricia Monaghan wird er als Bruder Cessairs bezeichnet, der entweder beim Versuch, alle seine 17 Gattinnen sexuell zufriedenzustellen oder beim Kampf mit einem Eber den Tod fand. Auch soll er mit Cessair wegen der Größe seines Herrschaftsgebietes in Streit geraten sein.